# Obelisco (Ciudad de Guatemala)
La Plaza Obelisco o Monumento a los Próceres de la Independencia es un monumento en la Ciudad de Guatemala, que conmemora la independencia de Centroamérica. Fue construido en 1935 bajo el gobierno de Jorge Ubico y diseñado por Rafael Pérez De León quien también lideró la construcción del Palacio Nacional de Guatemala.
Es una plaza donde confluyen la Avenida Reforma, el Boulevard Los Próceres, la Avenida Las Américas y el Boulevard Liberación. El neoclásico Palacio de La Reforma estuvo en este lugar, hasta que fue destruido por los terremotos de 1917/1918.

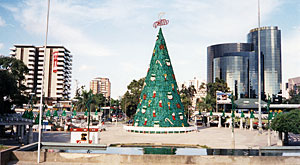
Plaza del Obelisco, en la época de Navidad.

## Historia
Este sitio fue seleccionado en 1893 para colocar nuevamente la Fuente de Carlos III, un monumento que había estado en la época española en la Plaza de Armas y que fue retirado después de la independencia. Pero, en su lugar se construyó un edificio que se conoció como Palacio de La Reforma y que fue inaugurado el 1 de enero de 1897 y que sirvió como museo y lugar de esparcimiento y recreación.
El Monumento a los Próceres de la Independencia fue construido como homenaje a la Independencia de Centroamérica e inaugurado el 19 de julio de 1935 por el presidente Jorge Ubico Castañeda , justo en el centenario del nacimiento de Justo Rufino Barrios un militar guatemalteco que gobernó Guatemala entre 1873 a 1885 y que tuvo intenciones de reunificar a la República de Centroamérica. La construcción estuvo a cargo del ingeniero Rafael Pérez de León, un ingeniero que también tuvo a su cargo la construcción del Palacio Nacional de Guatemala pocos años después. Sobre el monumento se colocó un escudo de armas diseñado por el escultor Rodolfo Galeotti Torres.
Cuando gobernó Juan José Arévalo, en el marco de los Juegos Centroamericanos de 1950, se colocó un «Altar a la Patria» en la que arde una llama en un pebetero de cobre y una placa de bronce en la que quedó un escrito. Sobre este se colocó también el texto original del Acta de Independencia Centroamérica fundido en bronce.
En el año de 1985 se colocó, en un sitial de honor, una copia de la Constitución de Guatemala, que fue promulgada ese año.
En 1996 se remodeló la plaza y se colocaron 4 pérgolas a los lados del monumento y de modelaron mosaicos con ladrillos en donde quedaron grabados los nombres de las personas y empresas que patrocinaron la remodelación.

## Descripción
La estructura del monumento en sí, es de piedra y tiene 18 metros de altura y 221 toneladas está situada en una enorme rotonda denominada " Plaza del Obelisco".
El Altar a la Patria tiene un pebetero de cobre gallonado que está apoyado en un pedestal de filigrana y modelado en hierro de forja, en este arde una llama a la que asisten, todos los años el 14 de septiembre, grupos de guatemaltecos a encender sus antorchas en el marco de las celebraciones de la independencia. Esta posee una placa de bronce en la que se lee el siguiente escrito:

Guatemalteco:
Esta llama simboliza
nuestra suprema
aspiración
de libertad y de justicia.
Venérala. Respétala.
No permitas que se extinga nunca

La plaza es una rotonda en la que se unen varias calles y algunas pasan debajo, esa posee también 4 pérgolas en los lados, un escudo de la Municipalidad de Guatemala y mosaicos con ladrillos, también se encuentran 5 astas grandes en las que se colocan las banderas de las actuales repúblicas centroamericanas y una fuente de agua.